# ملک دایم
ملک دایم (انگلیسی: Malik Dime؛ زادهٔ ۶ اکتبر ۱۹۹۲) بازیکن بسکتبال اهل سنگال است.
از باشگاه‌هایی که در آن بازی کرده‌است می‌توان به باشگاه بسکتبال آندورا اشاره کرد.
وی در مسابقات کشوری و بین‌المللی در مجموع برندهٔ ۱ مدال برنز شده‌است.